# Ballance Peak
Der Ballance Peak ist der höchste Gipfel der Allan Hills im ostantarktischen Viktorialand. Er ragt am südlichen Ende der Gebirgsgruppe auf.
Erkundet wurde er 1964 von einer Mannschaft des New Zealand Antarctic Research Program. Namensgeber ist Peter Frederick Ballance (* 1936), Geologe dieser Mannschaft.